# 티나 (1980년)
티나(1980년 9월 24일 ~ )는 대한민국의 가수이다.

## 이력
티나는 해외 팬이 많다. 그녀는 21살때 미국으로 건너가 세계 각국의 다양한 음악과 춤 접하면서 성장했었다. 2004년 한국에서 "설레임"이라는 앨범을 발매하였으나, 이와 관련하여 일절 홍보활동을 하지 않고 한달 만에 뉴욕으로 돌아갔다. 그럼에도 불구하고 음원 순위는24위에 올랐었다. 미국에서 생활하면서도 꾸준한 음악활동을 하였고, 그녀의 음악적으로 묘한 매력과 놀라운 춤 실력을 인정받아 미국에서도 러브 콜을 여러 번 제의 받았었다. 리키마틴, 켈리클락슨의 프로듀서인 Suren과 함께 2008 C U 2nite 타이틀"Catch me” 앨범을 미국에서 제작하였고 ,한국과 미국에서 동시에 발표했었다.  C U 2nite 앨범은 해외에 더 많이 알려져 있으며, 이 노래 역시 활동을 하지 않았었다. 그러는 도중 티나는 EDM 전설이며 보컬 겸 그래미수상 경험이 있는 유명 프로듀서 Kevin Irving에게서 오디션 제안을 받았고, 케빈은 미국의 유명한 팝 가수인 Dr Dre, Beyonce, 50cent. Pink, Janet Jackson과 같은 수많은 뮤지션과 작업을 해왔었다.우리나라에서 club nouveau - lean on me 알려져있다. 케빈 프 로듀서는 티나의 재능을 보고 영어 앨범을 투자제작했고, 대표 곡” Come Mr. DJ”를 작업했다. 케빈은 티나에게 마돈나한테 느낄 수 있는 재능을 가지고 있는 가수라며 극찬하였다. 그녀는 그 동안의 경험을 통해 많은 깨달음을 얻고, 나의 조국인 대한민국에서 노래를 하고 싶다면 2014년 귀국했고 트로트 장르로 변경 2016년 7월20일 콩 앨범 발표하고 현재 활동 중이다.미국과 한국에서 독톡한 이력을 가지고 있으며, 티나는 데뷔 초부터 현재까지 꾸준히 작곡과 작사에 참여하며 음악 활동을 이어가고 있는 가수입니다. 티나는 뛰어난 작사 작곡 음악능력으로도 잘 알려져 있으며, 여러가수 음악 활동에서 많은 곡의 가사 작업에 직접 참여했습니다.
자신의 감성을 담은 가사로 많은 사랑을 받았으며, 2016년 발표한 앨범 콩의 수록곡에서 그녀의 작사 역량이 다시 한번 주목받았습니다. 다양한 장르를 넘나드는 그녀의 곡들은 삶의 경험과 메시지를 담은 진솔한 가사로 청중에게 깊은 인상을 남겼습니다.
티나는 오랜 기간 동안 음악에 대한 열정을 바탕으로 활동해온 진정한 뮤지션입니다. 그녀는 데뷔 초부터 현재까지 작사, 작곡, 그리고 다양한 장르를 넘나들며 음악적 도전을 이어오고 있습니다. 팝과 트로트를 아우르는 그녀의 활동은 창의성과 진정성을 기반으로 하며, 한국과 해외에서 모두 인정받아 왔습니다
특히 자신의 경험과 감정을 담은 곡들은 가사와 멜로디에서 깊은 울림을 주며, 그녀의 진솔한 음악 세계를 드러내는 중요한 요소로 자리 잡았습니다. 티나는 음악을 사랑하는 마음으로 꾸준히 활동하며 청중과 소통하는 뮤지션으로서의 길을 걸어가고 있습니다
Biography of Tina (English Summary)
Tina is a Korean singer with a substantial international fan base. At the age of 21, she moved to the United States, where she explored a variety of music and dance styles, broadening her artistic horizons. In 2004, she released her debut album, 설레임 (Seolleim), in Korea, but chose not to promote it and returned to New York within a month. Despite minimal promotion, the album achieved 24th place on the Korean music charts. Tina continued her music career in the U.S., gaining recognition for her unique charm and impressive dance skills, which led to multiple collaboration offers.
In 2008, she worked with producers like Suren, known for collaborating with artists like Ricky Martin and Kelly Clarkson, to create the album C U 2nite, featuring the title track "Catch Me". This album, released simultaneously in the U.S. and Korea, gained more attention internationally. During her time abroad, Tina collaborated with legendary EDM producer Kevin Irving, who had worked with stars such as Dr. Dre, Beyoncé, and Janet Jackson. Kevin praised Tina’s talent, comparing her potential to that of Madonna, and supported her English album, which included the hit "Come Mr. DJ".
In 2014, Tina returned to Korea, driven by her desire to perform in her homeland. She transitioned to the trot genre and released the album 콩 (Kong) in 2016. Known for her unique career spanning the U.S. and Korea, Tina has been actively involved in songwriting and composing since her debut. Her exceptional lyricism and emotional depth are evident in her works, earning her widespread recognition.
Tina's songs resonate deeply with audiences, reflecting her personal experiences and heartfelt messages. As a musician, she continues to challenge herself across genres, blending creativity with authenticity. Her passion for music has established her as a dedicated artist who connects genuinely with her audience, both in Korea and internationally.

## 학력
- 브로드웨이댄스스쿨
- 산타모니카대학교 무용학과

EP
2004년 10월 One-sided love
2008년 11월 C U 2Nite
2016년 7월 콩 / 효도
Single
2009년 12월 티나렐라의 크리스마스 선물
2010년 5월 Happy Day
2013년 8월 Come on Mr. DJ
2015년 7월 기도
2016년 6월 효도
2024년 10월 주식 롤러코스터
2024년 10월 뱃놀이
2024년 11월 떡볶이 사랑
2024년 11월 Santa Monica Beach
2024년 11월 겨울이 일찍 왔어요
2024년 11월 가을 멜로디
2025년  1월 음하음하

## 수상
- 2018년 제26회 대한민국 문화연예대상 신인가수상

제5회 대한민국 베스트 인물 대상 가수부문
Education
Broadway Dance School
Santa Monica College – Major in Dance
Discography
EPs
October 2004: One-sided Love
November 2008: C U 2Nite
July 2016: Bean / Filial Piety
Singles
December 2009: Tinarella's Christmas Gift
May 2010: Happy Day
August 2013: Come on Mr. DJ
July 2015: Prayer
June 2016: Filial Piety
October 2024: Stock Roller Coaster
October 2024: Boating
November 2024: Tteokbokki Love
November 2024: Santa Monica Beach
November 2024: Winter Came Early
November 2024: Autumn Melody
January 2025: Um Ha Um Ha
Awards
2018: Rookie Singer Award, 26th Korea Culture and Entertainment Awards
5th Korea Best Figures Awards: Winner in the Singer Category